# Fachoda, la mission Marchand

Fachoda, la mission Marchand est une mini-série historique en 6 épisodes de 60 minutes de Roger Kahane réalisée en 1976 et diffusée le vendredi à 20 h 30 sur Antenne 2 en mars et avril 1977.

## Synopsis
Le périple de la mission Marchand, lors de la conquête coloniale, du Congo au Nil.
À la fin du XIXe siècle, le commandant Jean-Baptiste Marchand et ses compagnons traversent l'Afrique du Congo au Nil et, après bien des péripéties, occupent Fachoda, au Soudan, sur le Nil blanc... Mais les visées stratégiques de la France se heurtent à celles des Britanniques, qui viennent d'écraser les Mahdistes à la bataille d'Omdurman et n'entendent pas partager leur suprématie sur le Haut Nil. Une colonne anglo-égyptienne est donc envoyée à la rencontre de la mission Marchand et, au terme d'un incident diplomatique majeur entre les deux pays, la France donne instruction à Marchand de se retirer de Fachoda.

## Fiche technique
- Réalisation : Roger Kahane
- Scénario : Georges-Patrick Salvy-Guide
- Dialogues : François-Marie Banier
- Musique : Didier Vasseur

## Distribution
- Robert Etcheverry : capitaine Jean-Baptiste Marchand
- Serge Martina : capitaine Baratier
- Max Vialle : capitaine Germain
- Patrick Floersheim : lieutenant Mangin
- Michel Duchezeau : lieutenant Simon
- Daniel Breton : lieutenant Largeau
- Alain David : sergent Ménard
- Guy Mairesse : Victor
- Armand Mestral : Chautemps, ministre des Colonies
- Raymond Danjou : Hanotaux, ministre des Affaires étrangères
- Jean-Pierre Bernard : Brazza
- Georges Berthomieu : le commandant
- Esmeralda : la danseuse
- Clément Thierry : docteur Emily
- Mossamba M'Boup : Tar Boukabar
- Henri Marteau : colonel Monteil
- Max Desrau : un député
- Sylvain Salnave : un député
- Samson Fainsilber : un député
- Jacques Ciron : un député
- Patrick Lancelot : un trafiquant
- Jacques Dhery : un trafiquant
- Maurice Dores : un trafiquant
- Antoine Guillabert un trafiquant
- Hans Meyer : l'agent des trafiquants
- Boucabar Guiro : le sergent Ousmane
- Pauline Baba : Niba
- Abdoulaye Diop : Mikanga

## Livre
- Fachoda, la Mission Marchand de Georges-Patrick SALVY-GUIDE - Antenne-2 et Nathan-Télévision (1977)